# F/A-18E/F (航空機)
F/A-18E/F スーパーホーネット
「ジョージ・ワシントン」に着艦するVFA-27所属のF/A-18E。
- 用途：戦闘機
- 分類：艦上戦闘機、戦闘攻撃機（マルチロール機）
- 製造者：マクドネル・ダグラス（現ボーイング）社
- 運用者
  -  アメリカ合衆国（アメリカ海軍）
  -  オーストラリア（オーストラリア空軍）
- 初飛行：1995年11月29日
- 生産数：608+機（2020年4月）[1]
- 生産開始：1998年
- 運用開始：1999年[2]
- 運用状況：現役
- ユニットコスト：6,600万USドル（2020年）
- 原型機：F/A-18A/B/C/D ホーネット
- 派生型：EA-18G グラウラー（電子戦機）

F/A-18E/Fは、マクドネル・ダグラス社（現ボーイング社）が開発したF/A-18C/D ホーネットの発展型マルチロール機。F/A-18E/Fとは本シリーズの総称であり、その内容は単座型のF/A-18Eと複座型のF/A-18Fからなる。
愛称は、ホーネットを超越しているという意味を込めて「スーパーホーネット」（Super Hornet）に変更された。A型からD型までのレガシーホーネットと識別するために、「ライノ」（Rhino）という愛称を無線でコールする際に用いている。「レガシーホーネット」・「ライノ」ともに非公式な呼称でもある。

## 概要

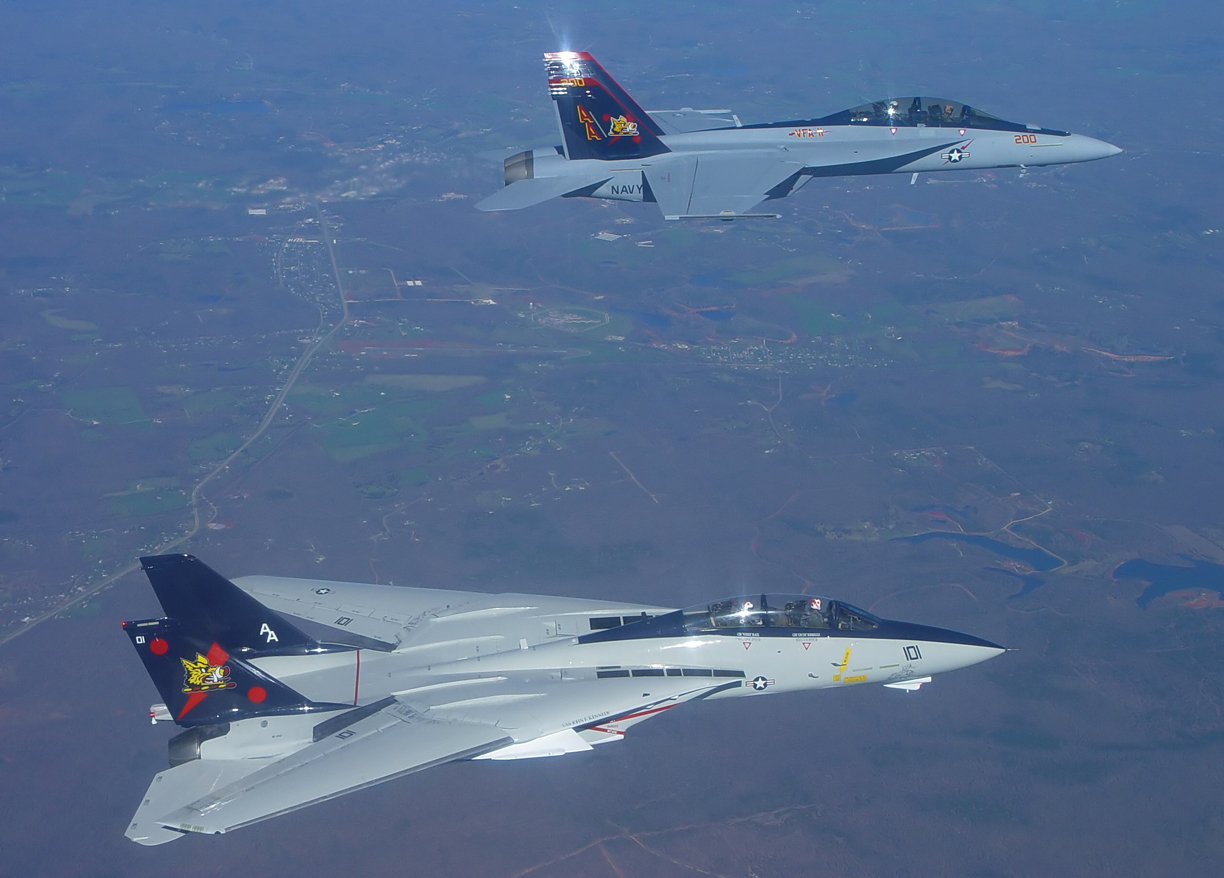
F-14B（下）とF/A-18F（上）。

F/A-18E/Fは、第4.5世代ジェット戦闘機に分類される戦闘攻撃機（マルチロール機）である。F-14の後続機計画であるアメリカ海軍先進戦術戦闘機（NATF）の「F-22N」やA-6の後続機計画である発達型戦術航空機（ATA）のA-12が冷戦終結に伴う開発中止を受けて、既存のF/A-18（A-D型）の基本設計から全面的に再設計することで開発された。航続距離や兵器搭載能力の向上を図り、機体の大型化やステルス性を考慮した設計変更が行われた。
アメリカ海軍への納入は1999年から開始され、2001年にF/A-18E/FがIOC（初期作戦能力）を獲得し、アメリカ海軍のF-14艦隊防空戦闘機（艦上戦闘機）を更新する形で配備が進められ、イラク戦争などの実戦に参加した。
アメリカ海軍の他、オーストラリアとクウェートでも採用されている。

## 開発の経緯
アメリカ海軍は、1963年から運用を続けていたA-6艦上攻撃機の退役における後継機選定のための ATA（Advanced Technology Attacker＝先進戦術航空機）計画において、マクドネル・ダグラス社とジェネラル・ダイナミクス社（いずれも当時）の共同計画案を1987年末にA-12として本格的に開発を開始した。
また、ATFをベースとしたF-14D艦上戦闘機の後継機開発計画も、当時アメリカ海軍内で存在した。これはATFと同様にステルス能力を有する艦上戦闘機の開発を目指したもので、NATF（Naval Advanced Tactical Fighter）などとも呼ばれた。
計画は1988年頃から進められ、後にATFと一本化される。F-22選定後、NATFには「F-22N」との仮称が与えられ、546機の受注が見込まれた。開発はF-22をベースとし、機体構造をF-22とある程度共通させると共に、艦上戦闘機として必要な装備の付属や機体強度のアップ、F-14と同様に可変翼を有するとした。
だが、ATFの開発遅滞や予算削減から1991年に同時開発はキャンセルされた。A-12艦上攻撃機の開発中止もあり、アメリカ海軍はF/A-18A/Bをベースとした本機を開発している。
1987年、マクドネル・ダグラス社では海外への輸出を主眼にF/A-18C/Dを発展させたホーネット2000開発を計画している。F/A-18の原型機であるYF-17は、ノースロップ社独自の社内開発計画であったP-530 コブラで空軍の軽量戦闘機計画に応募したものであり、ホーネット2000では胴体と翼面の大型化や高出力エンジンへの換装によって、性能向上を図るものであったが、結局この計画は各国からの関心を集めることはなかった。
1991年初頭になり、国防総省は開発コストの高騰やスケジュールの遅延に機体重量の増大、冷戦終結による国防費削減などを理由に、A-12開発計画を中止した。A-12とは別にA-6Eのアップグレード型のA-6Fも開発されていたが、こちらも予算などの問題から開発が中止された。2つのA-6後継機開発計画が中止された結果、アメリカ海軍は別の開発・調達計画を必要とした。1992年5月、アメリカ海軍はホーネット2000をベースにしたF/A-18発展型機採用の意向を表明し、結果としてこの機体がF/A-18E/Fとなった。アメリカ海軍は、採用意向表明するのに先立ち、EMD（技術・製造・開発）段階移行のためにマクドネル・ダグラス社に対する地上試験用の3機と飛行試験用の単座型5機、複座型2機の製造承認と、ジェネラル・エレクトリック社に対するF/A-18C/D搭載のF404の発展型F414エンジンの開発承認を与えた。
1995年、飛行試験用の単座型1号機が完成し同年11月29日に初飛行した。1996年4月1日には複座型1号機が初飛行している。その後の各種試験を経て、1998年12月18日に量産型のF/A-18E初号機が海軍に納入され、2001年にF/A-18E/Fが初期作戦能力（IOC）を獲得した。

## 機体
F/A-18E/FはF/A-18C/Dを改良し大型化したものであるが、多くの変更の結果、C/D型とE/F型の共通部品は僅か1割程度となった。E型は単座型、F型は複座型である。
在来型F/A-18からの主要な変更点を以下に示す。

### 機体の大型化
全長はF/A-18の17.07mから18.38mへと延長され、レドームも大型化している。
主翼・尾翼・ストレーキなどといった翼の面積も拡大している。主翼面積はF/A-18の37.2m2から46.45m2となっており、操舵翼の面積も拡大されている。主翼下ハードポイントも左右1箇所ずつ増加している。
これらの変更により、アビオニクス用スペースの増加、機内搭載の燃料タンクの容量増加による航続距離の延長、運動性の向上などを実現している。その一方で、機体の大型化と翼面積の拡張などによって加速力は在来型と比べ低下しているともされる。
しかしながら、機体の大型化の一方でD型までにあった垂直尾翼間のエアブレーキを廃止し、方向舵を内側に動かすことと左右のストレーキ上に設置されたスポイラーでその機能を代替するなど、機体の総部品数はA-D型より減少している。
以上により、F/A-18E/Fの機体規模はかつて大型戦闘機とされたF-4ファントムIIすらを上回り、空虚重量ではF-15Eストライクイーグルに匹敵する。最大離陸重量でも、大重量の可変翼を備えた純粋複座型のF-14トムキャットに迫るものとなっているため、もはや旧ホーネットおよび原型機のYF-17のコンセプトである軽量戦闘機（英: Light Weight Fighter）にカテゴライズされる機体ではなくなっている。
|              | A-D型                           | E/F型                                        |
| ------------ | ------------------------------- | -------------------------------------------- |
| 全長         | 17.07 m                         | 18.29 m                                      |
| 全幅         | 11.43 m                         | 13.63 m                                      |
| 全高         | 4.66 m                          | 4.88 m                                       |
| 主翼面積     | 37.2 m2                         | 46.5 m2                                      |
| 空虚重量     | A/B：12,973 kg C/D：10,810 kg   | E：14,288 kg F：14,515 kg                    |
| 最大離陸重量 | A/B：21,888 kg C/D：23,542 kg   | 30,209 kg                                    |
| エンジン     | F404-GE-400×2                   | F414-GE-400×2                                |
| 推力         | A/B：7,260 kg×2 C/D：8,160 kg×2 | 6,350 kg(ミリタリー)×2 9,980 kg（A/B使用）×2 |
| 最高速度     | A/B：M1.7 C/D：M1.8             | M1.8                                         |
| 航続距離     | 3,700 km                        | 3,312 km                                     |
| 戦闘行動半径 | C/D : 540 km                    | 1,231 km                                     |
| 実用上昇限度 | 15,240 m                        | 15,240 m                                     |

### エアインテークの変更

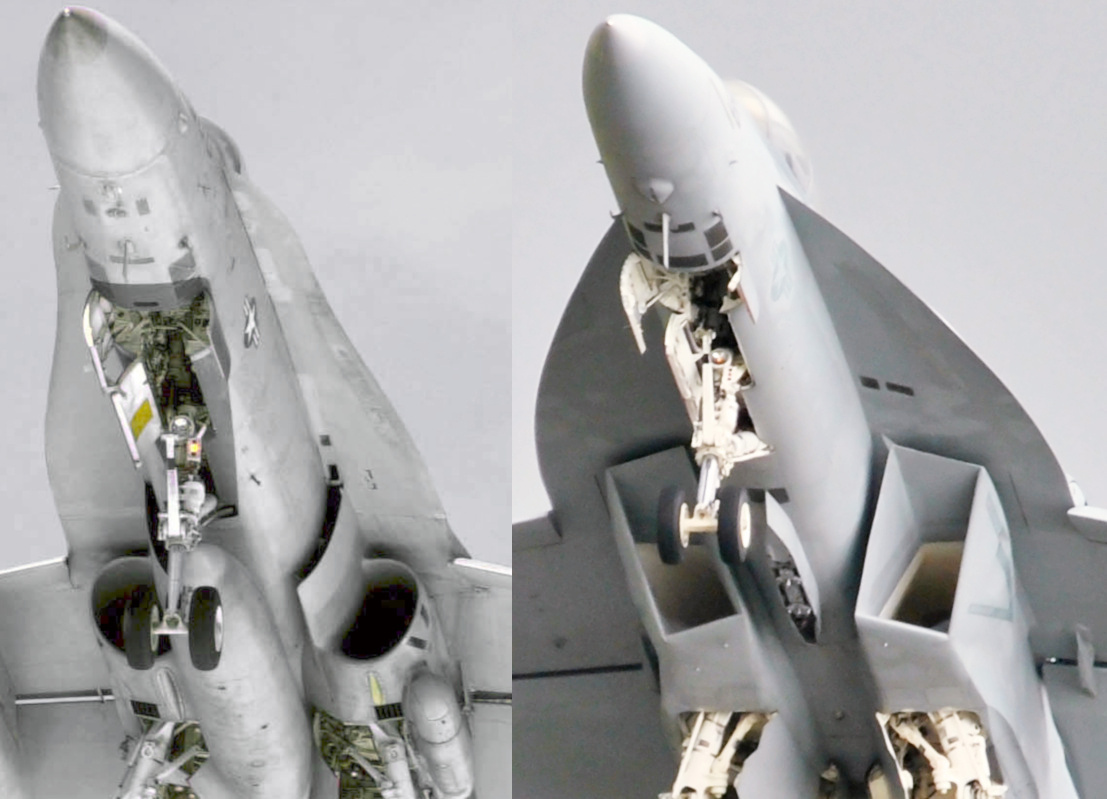
F/A-18C（左）F/A-18E（右）
在来型では楕円形であったエアインテークの開口部が、ステルス性を向上させるために平行四辺形状に変更されている。

F-14やF-15の二次元型エアインテークのような断面積可変式ではなく、固定式のままであり、在来型同様に超音速性能を重視しないままでのステルス性考慮のための変更である。

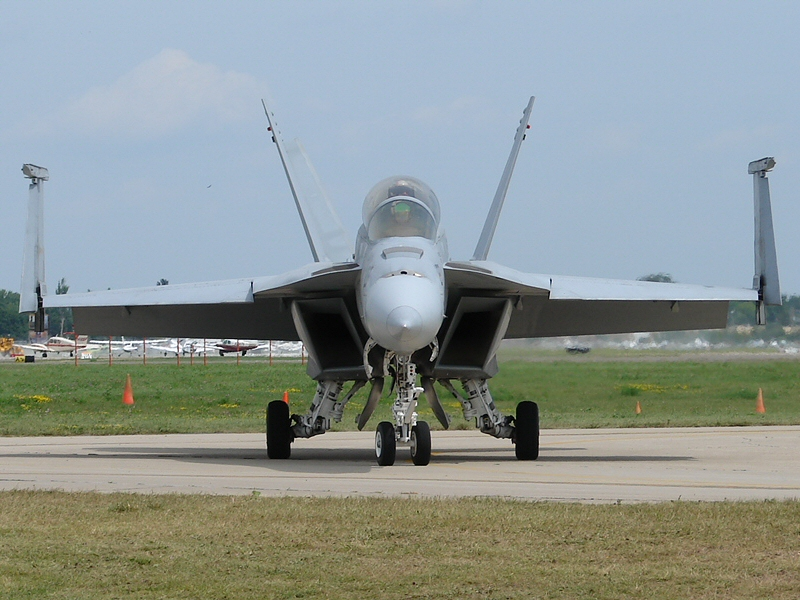
正面。

### エンジンの変更
F/A-18A-DのF404から、その発展型であるF414へ変更されている。このエンジンは完全自動化デジタル式電子制御システム（FADEC）を備えることで推力制御の自動最適化が達成されている。ただし、エンジンサイズを拡大せず高推力化するために排気速度を高めたせいで、かねてより騒音が大きいとされていたF404よりもさらに大きくなり、開発国アメリカでは訴訟にまで至った。また、ステルス性向上のため吸気ファン前方にレーダーブロッカーを装備している。

### アビオニクスの変更

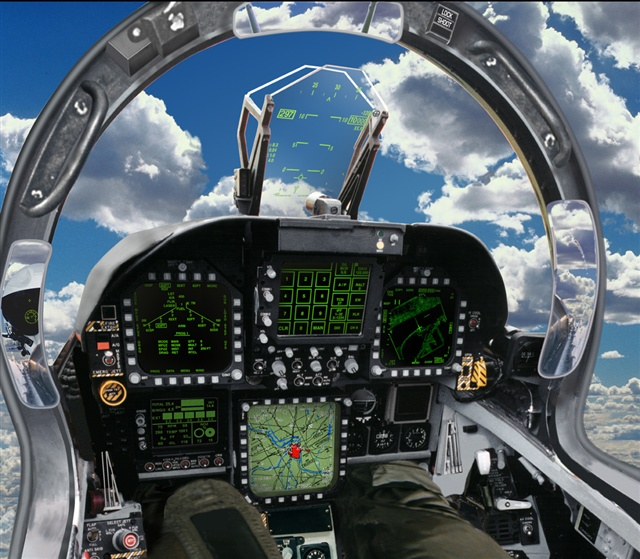
F/A-18Eのコックピット。

レーダーは当初、F/A-18C/Dの後期型と同じAN/APG-73を搭載していたが、ブロック2からはより高性能なAN/APG-79に変更されている。
AN/APG-79はアクティブ・フェーズド・アレイ・レーダーで同時処理が可能な目標数がAN/APG-73のおよそ倍となっており、限定的な電子妨害にも使用可能とされている。
その他にも、AN/ASQ-228 ATFLIRの携行能力や運用可能な兵装の種類が増えている。イラクでのサザン・ウォッチ作戦において、VFA-115 "イーグルス"所属機がF/A-18Eとして初めて実戦に出撃し、イラク軍の地対空ミサイル陣地に統合直接攻撃弾薬（JDAM）を投下している。

### 空中給油

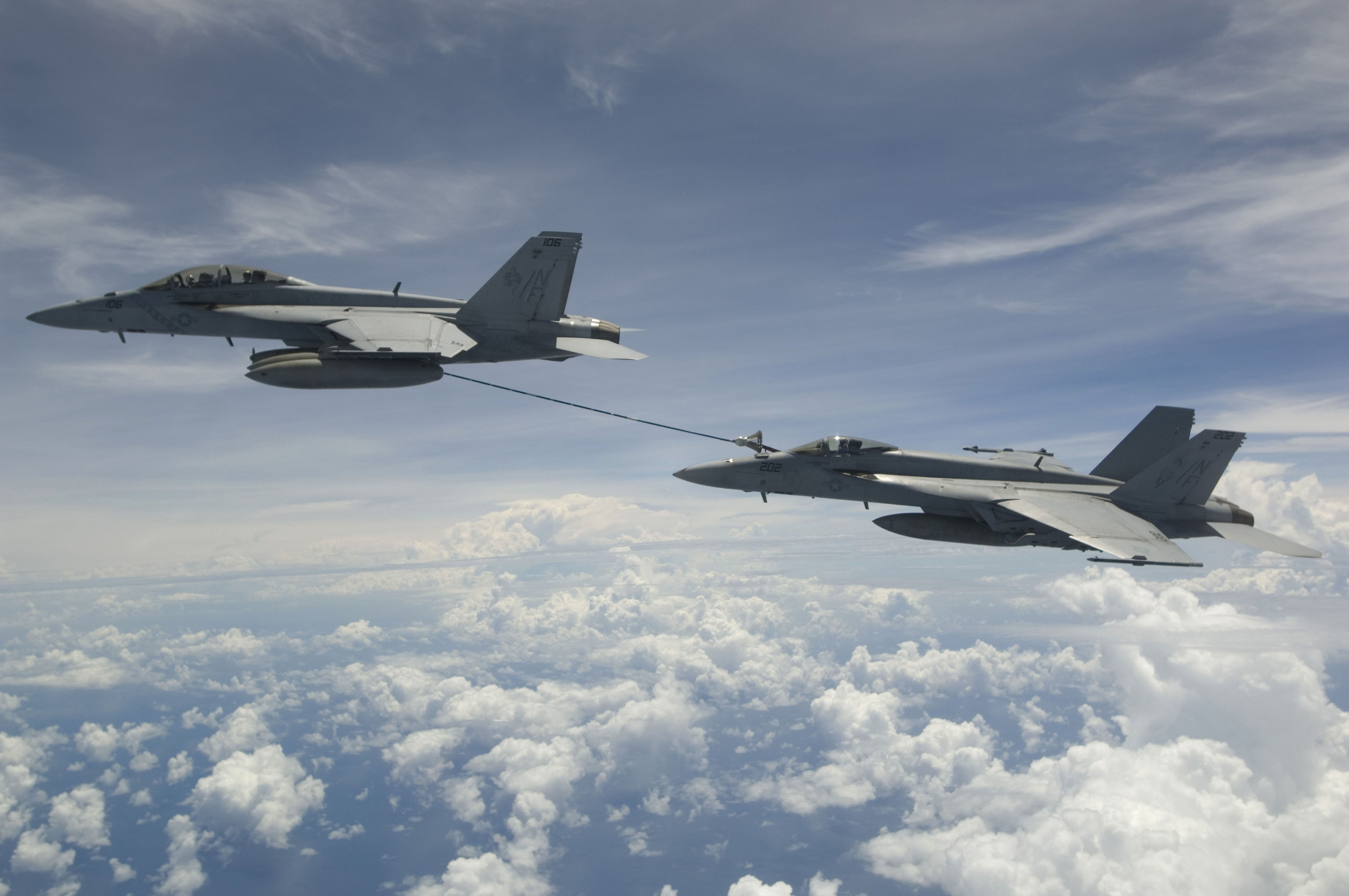
ベンガル湾上空で僚機のF/A-18Eに空中給油するF/A-18F。

退役したKA-6DやS-3Bの代替として空中給油機の役割も果たせるようになっている。
プローブアンドドローグ方式が採用されており、"aerial refueling system"（ARS、空中給油システム）と呼ばれるポッドを装着することで内部タンクと増槽4本あわせて最大29,000ポンド（13トン）の燃料を搭載することができる。
しかし、空母航空団のF/A-18E/Fの約３割が空中給油任務に従事している現状を打開するために2016年から「艦上空中給油システム（CBARS:Carrier Based Aerial Refueling System）」計画に基づいてMQ-25が開発中である。

## 型式

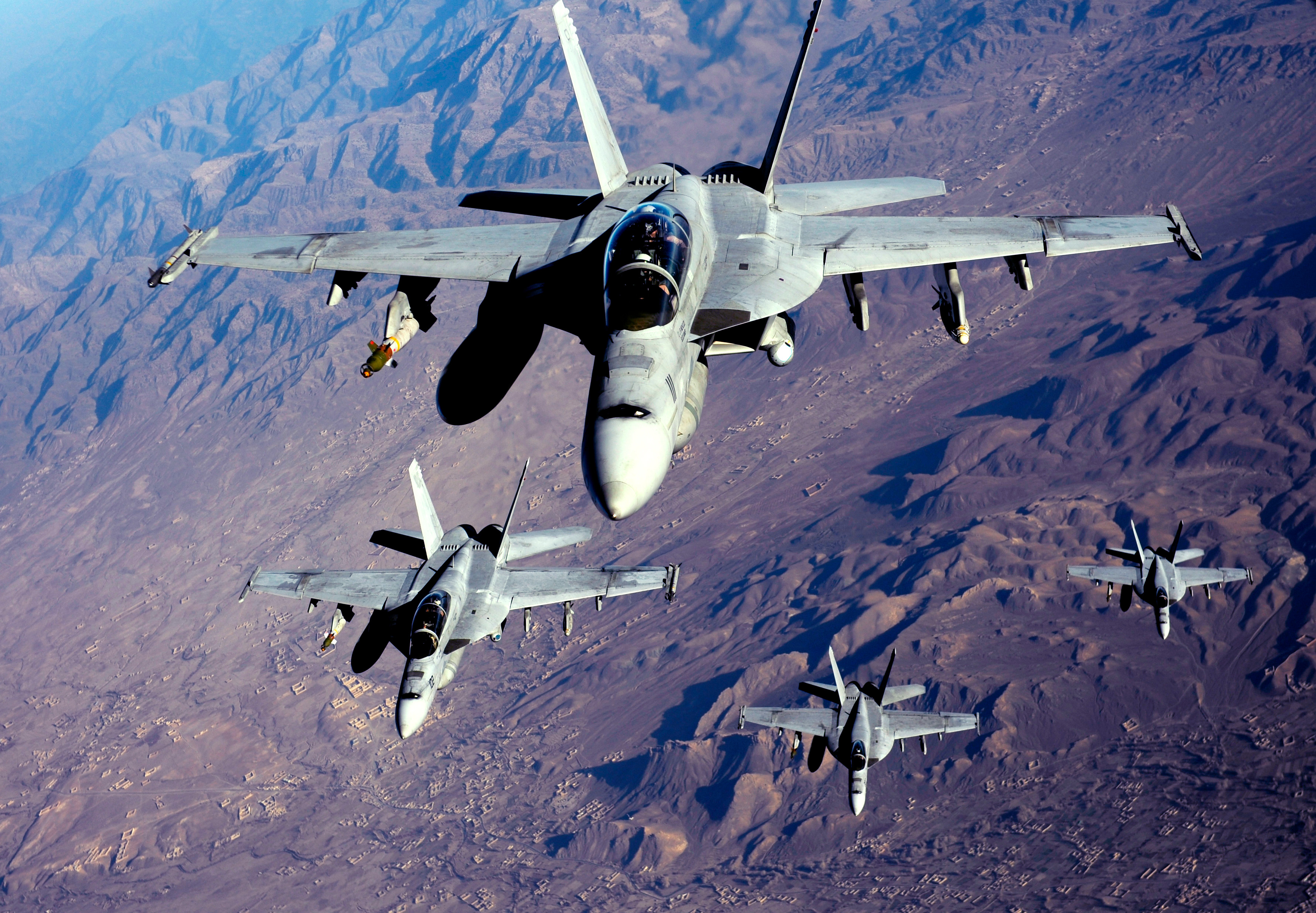
空爆に向かうE/F編隊

F/A-18E
単座型。
F/A-18F
複座型。
単なる訓練用ではなく、兵装システム士官（WSO：Weapon System Officer）が搭乗する作戦機としても使用され、任務に応じてF/A-18Eと使い分けられる。そのため、実戦を想定したミッション化型はアメリカ海兵隊のF/A-18D[N]と同様、後席コックピットの操縦装置が外され、代わりに左右コンソールにスティック型のハンドコントローラーが設置されている。
F/A-18E/F ブロック2
2003年会計年度から発注されたF/A-18E/Fのアップグレード型。以下の改良が行われている。
- 搭乗員ステーションの改良
- F型は後席コックピットを8x10インチの大型ディスプレイを搭載したACS（Advanced Crew Station）と呼ばれるものに変更。
- レーダーを機械走査式のAN/APG-73からアクティブ電子走査アレイ（AESA）式のAN/APG-79に変更。レーダー換装でアンテナ面角度が変わったため、それに併せてレドーム素材を変更、前部胴体に一体型の複合材料を使用してパーツ数を40%減らし、軽量化した。ただし、2003年-2005年に発注されたブロック 2の中にはAN/APG-73を搭載する機体が含まれている。
- 多機能情報伝達システム（MIDS-LVT）の搭載によるリンク 16への対応。
- 発達型目標指示前方赤外線ATFLIRポッドの装備能力の付加。
- ECM機器のAN/ALQ-165をBAEシステムズ製のAN/ALQ-214へ換装。
- レーダー警報装置をAN/ALR-67(V)2からAN/ALR-67(V)3へ変更。
- AN/ALE-55 光ファイバー曳航式デコイへの対応。

F/A-18E/F ブロック 2+
2006年会計年度からの発注されたブロック2のアップグレード型。
- 各種センサーからの情報を統合するため、新型ミッションコンピュータと光ファイバーネットワークを追加。
- 2008年度より納入された機体には480ガロン増槽FPU-13を改造したAN/ASG-34IRSTポッドが装備可能となっている。このポッドは先端にIRSTが装備され、残りの部分には普通の増槽同様330ガロンの燃料が搭載される。このポッドは通常スーパーホーネットのsta.6に搭載される。

アドバンスド・スーパーホーネット
元は2010年7月に開催されたファンボロー航空ショーにてCGイラストが発表された機体であり2月8日には2011年度インド航空ショー"エアロ・インディア"にて公開したF/A-18Eの新たなオプション案「インターナショナル・ロードマップ」としてモックアップが発表されていたものであった。初期の発表ではF/A-18E/Fをベースにした国際共同開発仕様と報じられており、ボーイングはこの計画で追加される装備や能力をユーザーのニーズに合わせて開発していく方針を提案していた。海外への輸出（既存ユーザーへの改修なども含む）やF-35Cの開発が今後さらに遅れた場合にアメリカ海軍へも売り込むことを視野に開発が進められている。提供開始時期は2015年以降となるとされていた。
報道陣には2011年6月29日にボーイング本社にて試作機が発表されている。改良点としては以下のものがあげられている。
- コックピットをF-35やF-15SEと似た次世代型コックピットへ換装。コックピットには11x19インチの大型カラーディスプレイ（タッチパネル式マルチタッチ対応）が装備され、レーダー、僚機、空中警戒管制機、イージス艦などからの各種情報をデータリンクを通じ表示できるのが特徴。また、ディスプレイの表示をいくつかのウィンドウに区切って分割し画面分割数やウィンドウのサイズなど、表示する情報をパイロットが変更できる。
- エンジン推力を20%向上させたF414-GE-EPE（Enhances Paformance Engine）へ換装し、低い加速力・上昇力の改善。燃焼効率の改善による航続距離の延長。
- ミサイル・レーザー警戒用のセンサーや機首下へのIRSTの増設など監視・警戒システムを強化。ボーイングはこの改良により機体全周囲を警戒可能になるとしている。米海軍では不採用となり、代わりにIRST（ASG-34）を先端に組み込んだ胴体下増槽（FPU-13/A）を取り付けることとなった。
- ステルスウェポンポッドの搭載。ウェポンポッドの搭載量は、AIM-120なら4発、Mk 82 500lb爆弾なら2発、Mk 83 1,000lb/Mk 84 2,000lb爆弾なら1発搭載可能。F/A-18E/Fはこのポッドを最大3個搭載する事が可能。これによりステルス性の向上、空気抵抗による加速力の減少を改善、航続距離の延長などが見込める。米海軍では不採用となった。
- 機体背部にコンフォーマル・フューエル・タンクを装備。ドロップ・タンクよりも低抵抗かつ揚力も発生する形状により戦闘行動半径が10%向上する。タンクの容量は片側につき1,500lb、左右合計3,000lbである。また、タンクの装備によって重心位置が変化し尾翼によるトリムが不要となる事により速度性能が上昇するとも言われている。
- ステルス性能の向上も図っており、現行のF/A-18E/Fと比較し、全面のRCSは50%未満に低減されているといわれている。

2013年8月28日にはボーイング社のサイトで発表された。
試作機は2013年8月9日に初飛行。
ブロック 3
アドバンスド・スーパーホーネット改良案の中で密着型増槽や次世代コックピットの要素を取り入れ制式化、さらに飛行時間を7,500時間に延伸した改良型。2020年3月に、新造と既存機からの改修を合わせて78機（E型61機、F型17機）の契約が締結された。2020年から従来の機体から24機の寿命延伸化が始まり、2022年以降の改修では飛行時間の10,000時間への延伸が予定されている。2020年6月17日にテスト機2機が初納入され、2021年9月27日に量産初号機が納入された。
EA-18G
EA-6Bの後継機としてF/A-18Fを改修した電子戦機。2007年9月24日に量産初号機（G-1）がアメリカ海軍へ引き渡された。

## 採用状況
F/A-18E/Fは現在、アメリカ海軍、オーストラリア空軍で運用されている。その他いくつかの国の次期戦闘機計画で提案されたが、採用例は少ない。

### 運用国

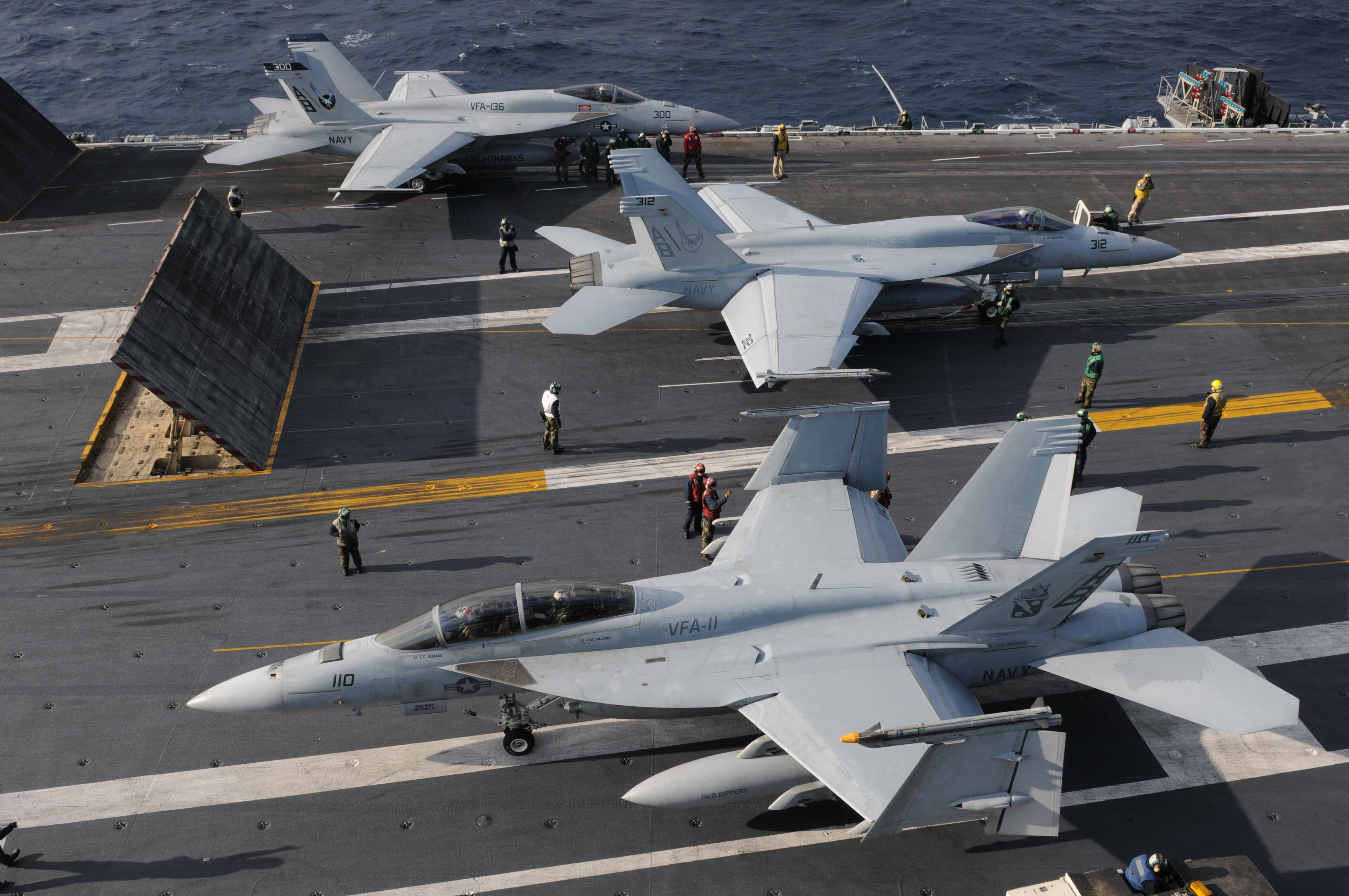
「エンタープライズ」艦上のF/A-18E/F

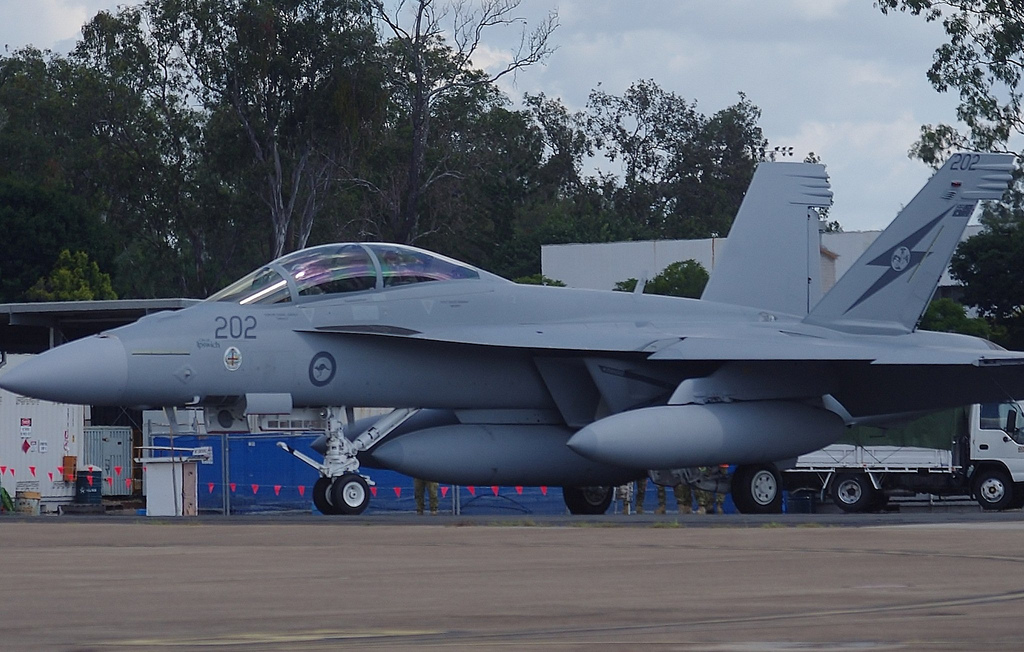
オーストラリア空軍のF/A-18F。

アメリカ合衆国
アメリカ海軍では、A-6退役後の空母航空団ストライクパッケージの要となっていたF-14艦隊防空戦闘機（対地攻撃能力付加型）の老朽化による維持コストの高騰を受け、当初は2010年としていた引退時期を2006年の第1四半期に早めた。このため、F-14やEA-6B電子戦機、S-3B艦上哨戒機が退役すると、次世代の戦闘機であるF-35C統合打撃戦闘機の就役までは、F/A-18シリーズが空母航空団の主戦力となる。
F-14よりも騒音が大きいため一部の航空基地ではE/F型の配備は極力後回しとされた。EおよびFどちらかのみを配備している飛行隊は10隊あり、双方を配備しているのは、地上の機種転換部隊の2隊のみである。
アメリカ第7艦隊・第5空母打撃群/ジョージ ワシントン打撃群所属の第5空母航空団は、2011年5月11日にVFA-195がF/A-18CからF/A-18Eに機種転換されたことにより、すべての戦闘攻撃飛行隊（VFA-102・VFA-27・VFA-115・VFA-195）がF/A-18E/F スーパーホーネットとなる。2012年3月23日に電子攻撃飛行隊もEA-18Gが配備された第141電子攻撃飛行隊が転属される。第5空母航空団は、戦闘攻撃飛行隊と電子攻撃飛行隊にスーパーホーネット系のみが配備される最初の空母航空団となる。
ブルーエンジェルスは老朽化したC/Dを更新すべく2015年より検討を開始し、2018年8月に9機のE型と2機のF型を調達する契約をボーイングと締結した。2020年7月28日より運用を開始している。
2017年6月18日、シリアでF/A-18Eがシリア空軍のSu-22を撃墜しており、初めての空対空戦闘による戦果をあげた。これは、アメリカ軍全体でも1999年にコソボ紛争中にアメリカ空軍のF-16がMiG-29を撃墜して以来18年ぶりの空対空による戦果である。
 オーストラリア
2007年にオーストラリア空軍がF-111Cの更新機種としてF型を24機発注し、2009年から順次配備している。
オーストラリア向けのF/A-18Fは、既に採用を決定しているF-35Aが配備されると余剰化するため、12機が電子戦型EA-18G グラウラーへの改造を容易にできるよう予め配線を済ませた状態で生産されていたが、EA-18Gの新規購入に切り替えたため結局改造は行われないことになった。

### 採用決定・納入待ち
クウェート
2015年5月にクウェート空軍が28機を発注したと一時報じられていたが、同年9月11日にF/A-18E/Fを退けてユーロファイター タイフーン28機の採用を決定した。
2016年11月17日アメリカ国防総省は、対外有償軍事援助にてE型24機、F型8機の輸出許可をアメリカ議会に求め、最終的に2018年3月にE型22機、F型6機の購入契約を交わした。引き渡しは2021年から開始予定だったが、新型コロナウイルスの影響で遅れている。

### 過去に検討された国家
日本
航空自衛隊のF-4EJ改の更新計画「第4次F-X」の候補機種の1つ。最終的にF-35Aが選定された。
 ブラジル
ブラジル空軍の次期戦闘機F-X2計画をダッソー ラファール、サーブ JAS39グリペンE/Fと争っていたが、エドワード・スノーデンによってジルマ・ルセフ大統領（当時）の電話をNSAに盗聴されていたことが暴露されてご破算となり、2013年12月にグリペンE/Fが採用された。
 韓国
2014年12月29日、ボーイングとエアバス、大韓航空が3社連合を組みKFX計画に参画することが発表された。報道によると、ボーイングがスーパーホーネットにウェポンポッドと密着型増槽の搭載改造を施し、エアバス社が同機にステルス化を施すもので、3社はこの機体をKFXとして採用する様、韓国政府に提案する意向を示していた。これは上述のアドバンスト・スーパーホーネット計画によるものである。しかし、2015年2月9日締切の同事業の入札に応募したのはKAIとロッキード・マーティンによる計画のみであった。
 カナダ
2016年にCF-18 ホーネットの更新機種としてカナダ空軍が18機を発注し、2016年9月14日までにアメリカ国務省はE型10機、F型8機を輸出する方針をアメリカ議会に通告した。しかしその後カナダ政府はボーイングとボンバルディアの貿易摩擦を受け、2017年12月12日、購入計画を撤回し代わりにオーストラリアから中古のF/A-18A/B型を購入する方針を発表した。2020年7月には戦闘機88機の購入についての提案書の提出が行われ、F/A-18E/Fブロック3、F-35A、グリペンEが応じた。しかし2021年11月25日、F/A-18E/Fは要求を満たしておらず脱落したと報じられた。
 フィンランド
F/A-18C/Dの更新用としてF-35、ユーロファイター タイフーン、JAS39グリペンともに提案されていた。2020年10月9日アメリカ国務省は、対外有償軍事援助でF/A-18E/F戦闘機58機およびEA-18G電子戦機14機の計72機とミサイル、関連機器など合計147億ドルで承認したと発表した。また、アメリカ国防安全保障協力局は同日議会に要求承認を通告していた。しかし、2021年12月10日フィンランド国防省公式TwitterでF-35Aを64機購入すると発表された。
 ドイツ
2020年4月19日、2030年までに退役が予定されているトーネード IDSの核攻撃任務を引き継ぐ後継機として、45機を購入する方針を示した。内15機はトーネード ECRの後継となるEA-18Gである。しかし、F/A-18E/Fへの核攻撃能力付与は結局行われなかったこともあり、2022年3月14日にF-35Aを35機購入すると発表された。

## スペック
- 乗員
  - E型：1名
  - F型：2名
- 全長：18.29m
- 全幅：13.63m
- 全高：4.88m
- 主翼面積：46.5m2（E/F）
- 最大離陸重量時翼面荷重：644.52kg/m2
- 空虚重量：14,288kg(E)
- 空虚重量：14,515kg(F)
- 兵装最大搭載量：8,029kg（離陸時）/4,491kg（着陸時）
- 最大発艦重量：29,937kg
- 最大離陸重量：30,209kg
- 最大離陸重量：19,558kg
- 燃料容量：8,063L（機内タンク）
- エンジン：GE製 F414-GE-400 ターボファンエンジン・推力6,350kg（ミリタリー）×2/9,980kg（アフターバーナー）×2基
- 最大速度：M1.8
- 航続距離:2,936km
- 実用上昇限度：15,250m[33]
- 設計荷重制限　+9G/-3G

- 搭載電子機器
  - AN/APG-73火器管制レーダー
  - AN/APG-79火器管制レーダー

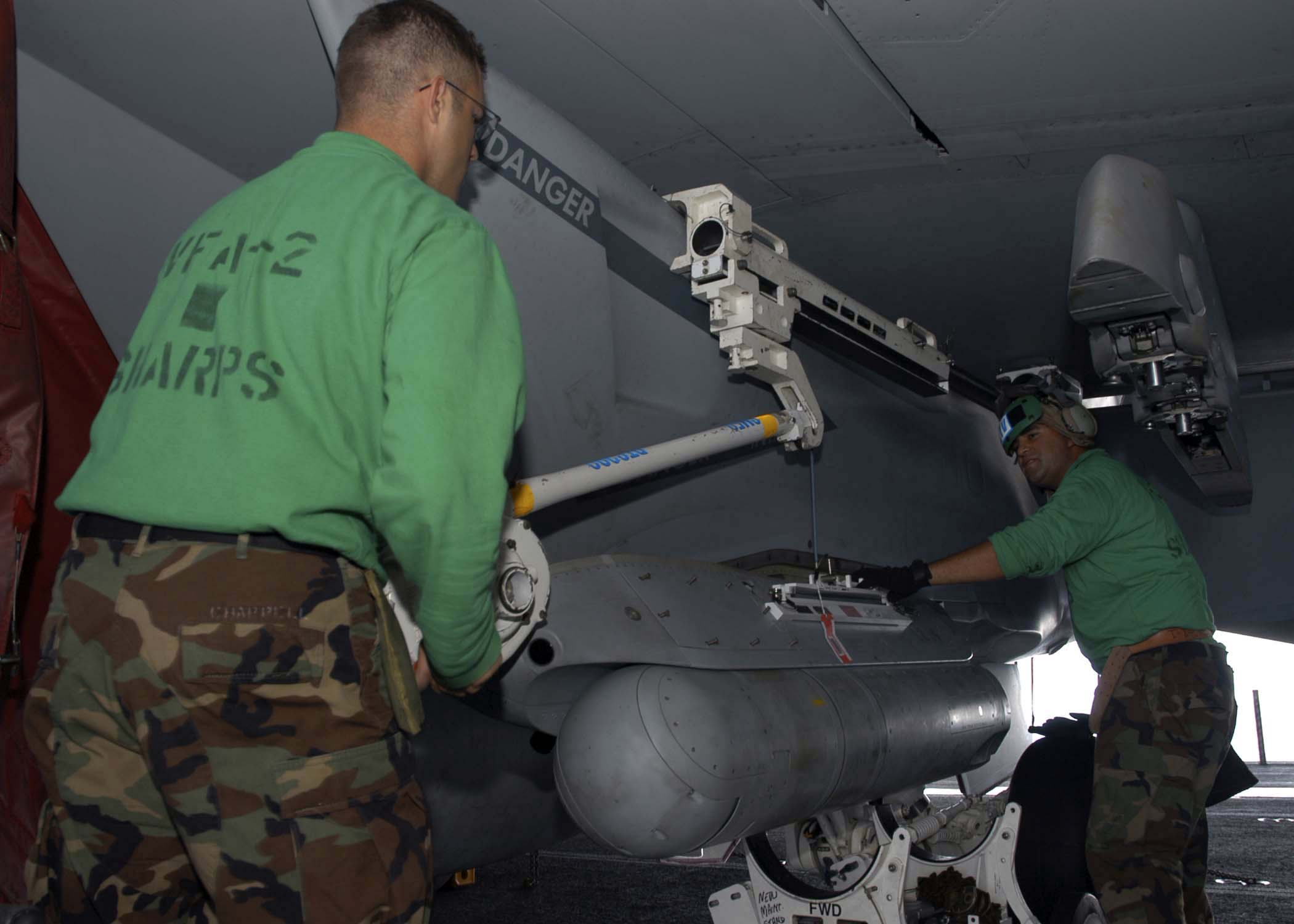
ATFLIR。

  - AN/ASN-139 リング・レーザー・ジャイロ慣性航法装置（GPS装備）
  - AN/ASQ-173 レーザー探知追跡装置/ストライクカメラ（LDT/SCAM）
  - AN/AAR-50 感熱画像航法セット（TINS）
  - AN/AAS-38 ナイトホーク目標指示ポッド
  - AN/ASQ-228 ATFLIR
  - AN/ARN-118 TACAN
  - AN/ASD-12 SHARP偵察ポッド
  - A/A-42R-1 空中給油ポッド

### 電子戦装備
| 型式          | 搭載位置 | 補足説明      |
| ------------- | -------- | ------------- |
| AN/ALR-67(V)2 | 内部     | Block 1に搭載 |
| AN/ALR-67(V)3 | 内部     | Block 2に搭載 |

| 型式      | 搭載位置 | 補足説明       |
| --------- | -------- | -------------- |
| AN/ALE-47 | 内部     | 全機に搭載     |
| AN/ALE-50 | 内部     | 全機搭載に対応 |
| AN/ALE-55 | 内部     | Block 2以降    |

| 型式       | 搭載位置 | 補足説明       |
| ---------- | -------- | -------------- |
| AN/ALQ-184 | 外部     | 全機搭載に対応 |
| AN/ALQ-165 | 内部     | Block 1に搭載  |
| AN/ALQ-214 | 内部     | Block 2に搭載  |

### 兵装
ハードポイント11箇所。兵装搭載量 8,051kg
固定武装
- M61A2 20mmバルカン砲×1門（装弾数：412発）

空対空ミサイル
- AIM-9L/M/X サイドワインダー短距離空対空ミサイル
- AIM-7 スパロー中距離空対空ミサイル
- AIM-120 AMRAAM中距離空対空ミサイル
- AIM-174B Gunslinger超長距離空対空ミサイル（開発中）

空対地ミサイル
- AGM-65E/F マーベリック
- AGM-179 JAGM
- AGM-84H/K SLAM-ER (英語版）
- AGM-154 JSOW

対レーダーミサイル
- AGM-88 HARM

空対艦ミサイル
- AGM-84ハープーン
- AGM-158C LRASM

空対地ロケット
- ハイドラ70ロケット弾7連装LAU-68Eポッド

爆弾
- Mk81低抵抗通常爆弾
- Mk82低抵抗通常爆弾
- Mk83低抵抗通常爆弾
- Mk84低抵抗通常爆弾
- CBU-87クラスター爆弾
- CBU-89クラスター爆弾
- CBU-97クラスター爆弾
- GBU-10ペイブウェイⅡレーザー誘導爆弾
- GBU-12ペイブウェイⅡレーザー誘導爆弾
- GBU-16ペイブウェイⅡレーザー誘導爆弾
- GBU-22ペイブウェイⅢレーザー誘導爆弾
- GBU-24ペイブウェイⅢレーザー誘導爆弾
- GBU-48エンハンスドペイブウェイⅡレーザー誘導爆弾
- GBU-49エンハンスドペイブウェイⅡレーザー誘導爆弾
- GBU-50エンハンスドペイブウェイⅡレーザー誘導爆弾
- GBU-59エンハンスドペイブウェイⅡレーザー誘導爆弾
- GBU-39小直径爆弾（SDB I)
- GBU-53/B ストームブレイカー精密誘導滑空爆弾
- GBU-29 JDAMレーザー誘導爆弾
- GBU-30 JDAMレーザー誘導爆弾
- GBU-31 JDAMレーザー誘導爆弾
- GBU-32 JDAMレーザー誘導爆弾
- GBU-35 JDAMレーザー誘導爆弾
- GBU-38 JDAMレーザー誘導爆弾
- GBU-54 JDAMレーザー誘導爆弾

機雷
- Mk62クイックストライク
- Mk63クイックストライク
- Mk65クイックストライク

その他
- SUU-42Aフレア/赤外線デコイディスペンサーポッド
- チャフポッド
- 480USガロン増槽
- ADM-141 TALD
- AWW-13高度データリンクポッド